# Joan Teixidor i Comes
Joan Teixidor i Comes (Olot, 8 d'abril de 1913 – Barcelona, 10 de gener de 1992) va ser un escriptor i editor català. Membre fundador dels Quaderns de Poesia i de la revista Destino. L'any 1935, publicà L'Antologia (de Pere Serafí). Amb Josep Vergés i Matas, fundà l'editorial Destino l'any 1942. Fou president de la Fundació Joan Miró entre 1975 i 1981.
També va col·laborar habitualment en diversos mitjans com La Publicitat, Mirador, Serra d'Or, Els Marges, Art, La Vanguardia o El País, entre d'altres.

## Biografia

### Inicis
Joan Teixidor va néixer a Olot el 8 d'abril de 1913, el sisè de vuit fills, nascuts entre 1905 i 1922. El fet de ser el segon dels tres nois va condicionar el seu caràcter, paradoxalment retret i emprenedor al mateix temps. De jove va rebre una sòlida formació en humanitats i ciències als escolapis d'Olot i als jesuïtes de Casp. Era un noi actiu, juganer, sociable i molt precoç a nivell intel·lectual i literari. D'entrada, d'adolescent, volia ser pintor. Més tard, el seu amor per l'art s'acabaria encaminant cap a la voluntat de seguir la carrera professional d'arquitecte. I finalment, descobriria
que la seva veritable vocació era la d'escriptor, tot i que els seus primers textos lírics ja dataven dels 14 anys. En trasllardar‐se a residir a Barcelona l'any 1929, es va obrir a la trepidant oferta cultural de Barcelona, va establir una extensa xarxa d'amistats literàries i, amb les seves primeres publicacions, es va convertir en un autèntic referent
de la nova poesia i crítica literària de l'època, aclamat pels seus coetanis i reconegut pels mestres de generacions anteriors.

### Escriptura
La represa de la vida personal, la carrera professional i l'obra literària després de la Guerra Civil va ser un prova extremadament dura per Teixidor. Amb un esforç considerable ho va poder aconseguir. De totes aquestes experiències Teixidor va
emergir un escriptor molt més consolidat, madur, profund, ambiciós, sofisticat i plural. Al llarg dels anys va anar desplegant una obra de gran qualitat humana, intel·lectual i artística que abraçava diferents gèneres com ara la poesia, la crítica d'art, la història de l'art, la crítica literària, la crònica de viatges, el memorialisme i l'articulisme. A cadascun dels diversos gèneres que va conrear va fer aportacions de primera magnitud. A tall d'exemple, només hem d'evocar el poemari que va dedicar a la mort del seu fill Ignasi, els treballs pioners sobre Salvat‐Papasseit, Gaudí, Miró i Tàpies, els escrits sobre els seus viatges o les antologies que va construir a partir de les seves columnes setmanals a Destino i El País. Ara bé, per una sèrie de qüestions totalment extraliteràries la seva extensa obra no ha tingut mai el ressò i el reconeixement que es mereix.

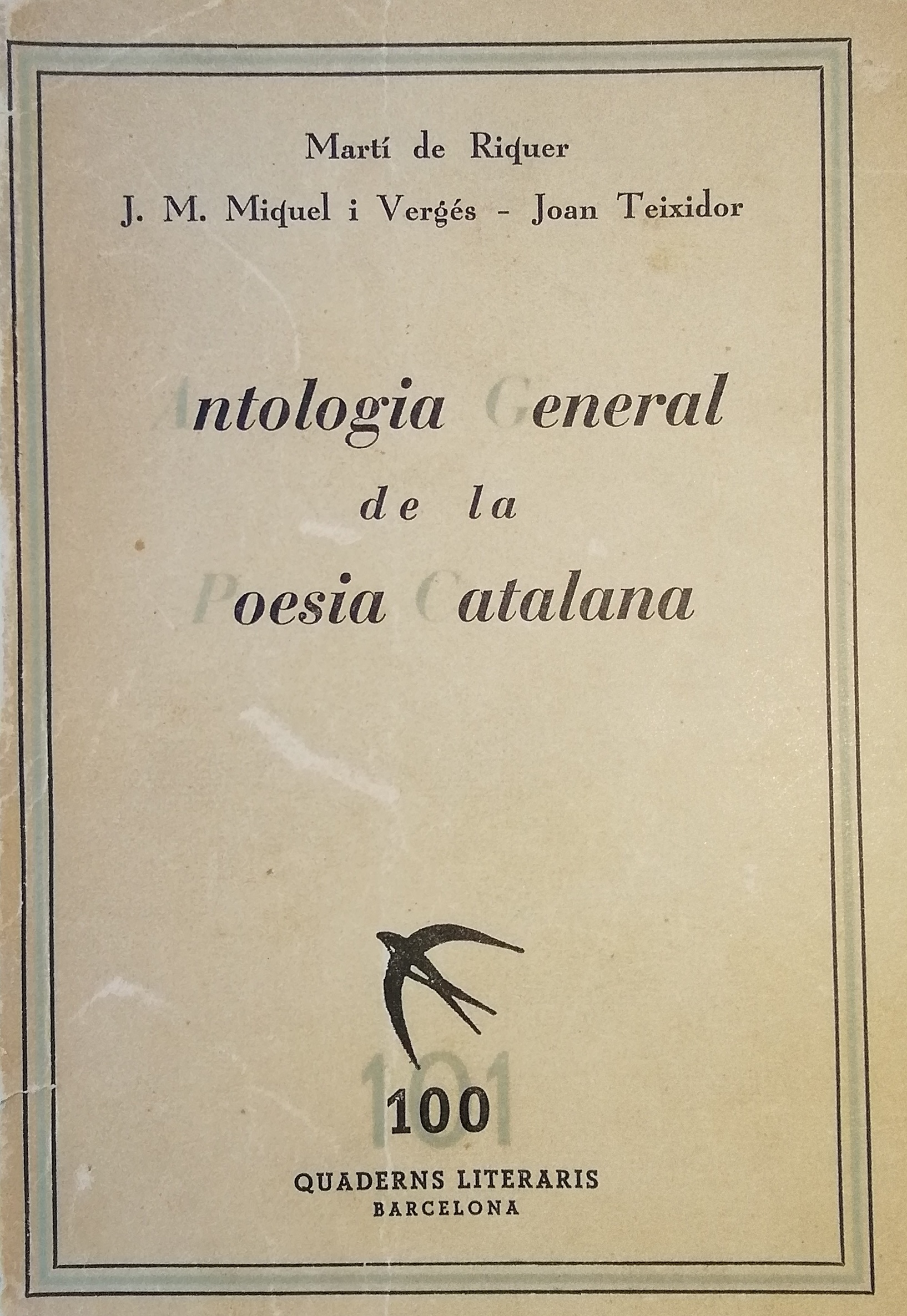
Antologia General de la Poesia Catalana, publicada l'any 1936 juntament amb Martí de Riquer i Josep Maria Miquel i Vergés, dins la col·lecció Quaderns Literaris

### Editor
Al marge de la seva obra creativa més personal, Teixidor va mantenir una intensa, apassionada i eficaç activitat literària i cultural. Va fundar i dirigir Ediciones Destino, on, per una banda, va consolidar definitivament autors coneguts i, de l'altra, va apostar per nous valors entre els joves. Va instituir premis literaris que s'han convertit en autèntics referents, tant pels escriptors com pels lectors. Va establir una de les llibreries més emblemàtiques de la ciutat de Barcelona. Va treballar incansablement en una gran diversitat d'inciatives enfocades a defensar i promoure l'art modern en el camp de la pintura, l'escultura, el dibuix, la fotografia, l'arquitectura, l'urbanisme i el disseny. Va participar decisivament en jurats literaris que distingien obres que han esdevingut, amb el pas dels anys, imprescindibles dins la tradició. Va ser membre destacat de moltes entitats i associacions. El seu domicili particular a la Diagonal de Barcelona va arribar a ser un lloc de trobada i d'intercanvi d'idees entre moltes persones del món cultural, sovint persones de generacions diferents i amb punts de vista divergents o enfrontats.

### Amistats
Teixidor sempre va ser un home més aviat retret i d'una gran discreció, que el feia defugir l'atenció pública. Malgrat els condicionants de caràcter i formació cristiana, era una persona sociable, capaç de construir una considerable xarxa de coneixences, amistats i complicitats i capaç d'exercir una callada autoritat, amb aptituds pel lideratge. Al llarg de la vida va pertànyer a molts cenacles, grups i entitats diferents, des de la Colla dels cinc als escolapis d'Olot fins a la tertúlia de la Penya del dimarts a Barcelona, des de la postguerra fins a la vellesa, passant per la Penya dels homes de bé i com cal durant els anys universitaris, l'Ateneu Barcelonès, els Amics de la poesia, el PEN Club, la tertúlia de la poeta Ester de Andreis i associacions internacionals d'editors. Tenia un do especial per relacionar‐se a la vegada amb els seus coetanis i persones de generacions anteriors i posteriors. Sempre va insistir en la insuficiència de la persona sola, de l'individu aïllat. Sempre va agrair el molt que li havien aportat els altres, la família, els amics, els mestres, els companys i, fins i tot, persones anònimes.

### Viatges
Tot i tenir profundíssimes arrels i lligams familiars i personals a Ripoll, Olot i Barcelona, Teixidor va ser un viatger infatigable. Després de la Segona Guerra Mundial, quan els catalans ja podien circular pel món, Teixidor va realitzar els seus dos primers viatges, la tardor de 1946 a Itàlia i l'estiu de 1947 a Grècia, Palestina i Egipte. Aquests viatges van
definir les dues tendències generals dels viatges posteriors de l'autor de visitar els països d'Europa i després destins més llunyans i desconeguts. Entre finals dels anys 40 i els anys 80, tenim notícies que Teixidor va visitar més d'una trentena de països diferents. De fet, Teixidor hauria de ser considerat, amb tota justícia, un dels grans viatgers moderns de Catalunya. Al llarg de quatre dècades Teixidor sempre va viatjar de la mateixa manera perquè considerava el viatge una insuperable oportunitat de coneixement i autoconeixement, de descobriment i autodescobriment. El viatge era una gran experiència de l'alteritat que aportava contrastos i coincidències, diferències i similituds, novetats i orígens.

### Ciutats
Ja de molt jove Teixidor va voler ser arquitecte i va encaminar tots els seus esforços acadèmics durant el Batxillerat, primer a Olot i després a Barcelona, cap a les ciències pures. L'abandó de la carrera d'arquitectura a la Universitat de Barcelona va ser involuntària. Va canviar d'arquitectura a filologia moderna l'any 1932 perquè no aconseguia superar les proves de dibuix figuratiu i no podia passar més enllà dels dos cursos inicials d'estudis comuns. Ara bé, sempre va mantenir un interès per tot allò que es referia a l'arquitectura que, amb els anys, es faria extensiu al tema candent de l'urbanisme i l'organització de la vida a les grans ciutats modernes, començant per Barcelona. Els articles de la seva secció a la revista Destino, «Media columna», als anys 60 i 70, i després a la seva secció a El País, «Tot apuntat», als anys 80, sovint giraven a l'entorn d'opinions que sostenia sobre l'arquitectura, el patrimoni, l'urbanisme i la vida a les grans ciutats. Fins i tot, les seves cròniques de viatge reflectien aquestes preocupacions. En definitiva, dels seus escrits emergeix una teoria urbanística de la ciutat en tota regla.

### Mokxa
Moxka és una paraula en sànscrit que vol dir «deixar anar» o «abandonar» i es fa servir com a concepte filosòfic i espiritual a l'Índia per descriure la darrera etapa de la vida humana que es caracteritza per la despossessió progressiva dels béns terrenals i la concentració gairebé exclusiva en la contemplació de qüestions espirituals relacionades amb el sentit de l'existència i el destí futur. L'any 1982, als 69 anys, Teixidor es va retirar de la vida pública i va anar descarregant‐se de responsabilitats. Durant la dècada de vida que li quedava es va dedicar preferentment a dues activitats. Per una banda, va publicar una sèrie tancada de quatre volums —Tot apuntat (1981), Els anys i els llocs (1985), Apunts encara (1986) i Més apunts (1990)— que constituïen una mena d'autobiografia o memòries, presentada com un extens dietari intermitent. I de l'altra, va meditar cada cop més intensament sobre els seus orígens, físics, personals, familiars i culturals —«la sang»—, encarnats, sobretot, en quatre paisatges altament significatius que resumien d'alguna manera la seva pròpia vida: Ripoll, Olot, Itàlia i Anglaterra.

## Llibres publicats
Investigació i divulgació
- Antoni Tàpies. Barcelona: Polígrafa, 1964
- Miró : escultures. Barcelona: Polígrafa, 1973
- Miró : Lithographe III. Barcelona: Polígrafa, 1977
- Eudald Serra. Barcelona: Polígrafa, 1978

Narrativa
- Els antics, 1968
- Els anys i els llocs. Barcelona: Destino, 1985

Poesia
- Poemes. Barcelona: Publicacions de La Revista, 1932
- Joc partit. Barcelona: Edicions de la Residència d'Estudiants, 1935
- L'aventura fràgil. Barcelona: Edicions de la Residència d'Estudiants,1937
- Camí dels dies. Barcelona: Destino, 1948
- El príncep. Barcelona: Pedreira, 1954
- Per aquest misteri. Barcelona: Pedreira, 1962
- Una veu et crida. Barcelona: Edicions 62, 1969
- Un cel blavíssim. Barcelona: Destino, 1978
- Fluvià. Barcelona: Columna, 1989

Estudis literaris
- Antologia General de la Poesia Catalana (amb Martí de Riquer). Barcelona: Quaderns Literaris de Josep Janés, 1936
- Entre les lletres i les arts. Barcelona: Joaquim Horta, 1957
- Cinc poetes. Barcelona: Destino, 1969

Textos autobiogràfics
- Tot apuntat: 1965-1975. Barcelona: Destino, 1981
- Apunts encara: 1983 - 1985. Barcelona: Destino, 1986
- Més apunts: 1986 - 1989. Barcelona: Destino, 1990

Descripció i viatges
- Viatge a Orient. Barcelona: Destino, 1969[6]

## Premis i reconeixements
- El 1989 va rebre la Medalla d'Or al mèrit artístic de Barcelona.

Premis literaris
- 1970 - Premi Lletra d'Or: Quan tot es trenca
- 1989 - Premi Ciutat de Barcelona: Fluvià

## Patrimoni literari

### Ruta literària
Al llarg de l'any 2009, la ciutat d'Olot va homenatjar el poeta amb motiu del vinté aniversari de la publicació de la seva última obra, Fluvià. El 26 d'abril, l'Associació Cultural Horitzó Blavíssim, amb el suport de l'Institut de Cultura d'Olot, va inaugurar un itinerari poètic —amb el nom d'Escenari Immutable— que consisteix en un recorregut que comença a la casa natal de l'escriptor, on hi havia instal·lat l'Orfeó Popular (Més apunts) i que acaba al mas Ventós (Fluvià)', tot seguint el riu Fluvià. Passant per alguns dels espais que millor identifiquen el paisatge olotí: els Prats de la Mandra (pròleg de Fluvià), la Font de la Moixina (Tot apuntat),la Costa de Pujol (Tot apuntat) 'i la Creu de Triai (Apunts encara).
Coincidint amb el centenari del naixement del poeta olotí, el Ple Municipal de l'Ajuntament d'Olot va declarar oficialment l'any 2013 com l'Any Teixidor. Al llarg d'aquest any es van dur a terme tot un seguit d'activitats commemoratives de la figura de Joan Teixidor, com ara exposicions, mostres i conferències.
El dia 21 de novembre, el Ple de l'Ajuntament d'Olot va nomenar-lo oficialment fill il·lustre de la ciutat d'Olot.
Des de 1998 Joan Teixidor dona nom al Premi Literari Ciutat d'Olot de poesia haikus 'en línia que, com el seu nom indica, està dedicat a premiar cada any un recull d'aquest tipus de poesia. El Premi Citat d'Olot de Poesia va néixer l'any 1967, i aquest 2015 se n'ha celebrat la 48a edició.

### Altres espais
En el seu text autobiogràfic Tot apuntat, que compren un període de deu anys, del 1965 al 1975, Joan Teixidor ens parla de paratges locals com la Font o la Costa de Pujol, però també traspassem fronteres: Nova York (pg. 26), Florència (pg. 50-51), els camps d'Holanda (pg. 84) i Amsterdam (pg. 259). En el també text autobiogràfic Apunts encara, que compren del 1983 al 1985, Teixidor viatja a Brighton (pg. 40) i a qualque “racó d'Anglaterra” (pg. 114), com també a Venècia (pg. 10-11), “on tots els carrers són d'aigua i “plou quietament en el pou de la vida”.
En el capítol per nom “El nostre paisatge”, ens movem des d'un racó de la Toscana fins a la Vall d'En Bas, passant pels gratacels de Manhattan, els núvols de l'Himàlaia, els temples de Kyoto, el desert de Líbia, els fiords de Noruega, les planes holandeses, el cel de Castella o el riu Loira. A Més apunts (1986-1989), últim text autobiogràfic, hi apareix Londres (pg. 15-16), i s'hi descriu la primavera anglesa (pg. 109-110). A Viatge a Orient (1969), Teixidor relata el seu viatge a Nàpols (pg. 29-30), Damasc (pg. 121), la vall del Nil (pg. 173-174) i al Líban (pg. 108), en ciutats com Afqa (pg. 110).
En el seu llibre de narrativa de nom Els antics, de 1968, hi són presents espais com la piràmide de Keops (pg. 15-16) i al Basar (pg. 111-112), a la ciutat del Caire. I d'altres ciutats com Bursa (pg. 101-102), a Turquia; Viena (pg. 229-230), Atenes (pg. 28-29), Milà (pg. 181-182), Istanbul (pg. 103) i Roma (pg. 177-178). En el camp de la poesia, trobem a Aventura fràgil, de 1937, un cant al Montseny. A Camí dels dies (1948), un capvespre a la Toscana. A El Príncep (1954) se'ns presenten espais com La Fageda, els Jardins de Sant Gervasi, Venècia o Empúries. I, finalment, a “Fluvià”, de 1989, com sabem, el gran protagonista és el paisatge olotí, passant per Besalú, i fins a la costa.

## Exposicions destacades
El 2013 se li va dedicar una exposició commemorativa al Museu d'Història de Catalunya, amb el títol «Joan Teixidor (1913-1992): No visqueu més en fragments» i l'objectiu de presentar una nova mirada global sobre la figura de l'autor i la seva obra. També es va poder veure al Museu de la Garrotxa entre el 24 de gener i el 30 de març de 2014.